# Ernst von Grävenitz

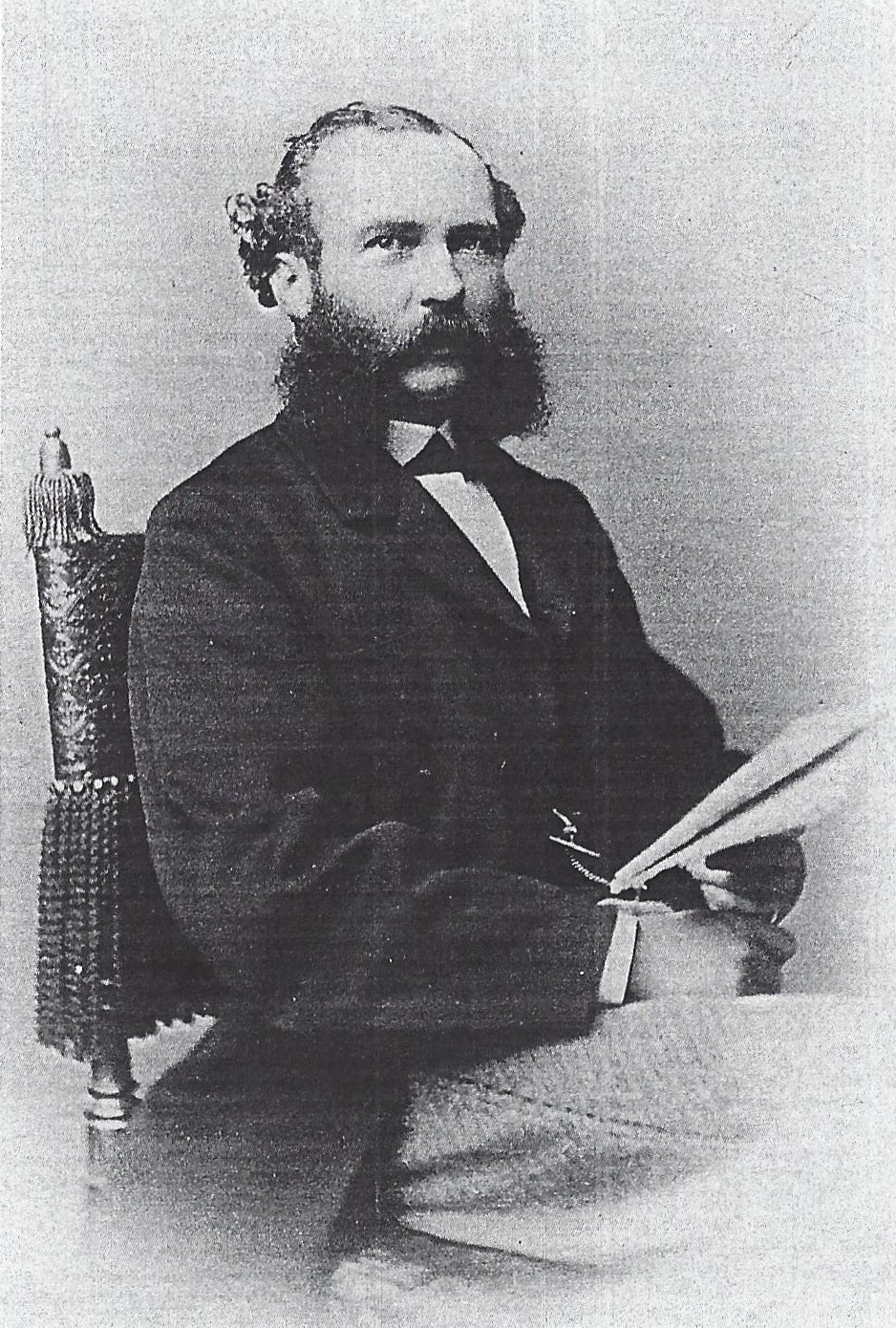
Ernst von Grävenitz

Ernst von Grävenitz (* 26. November 1826 in Frehne, Prignitz; † 18. November 1882 in Waldau, Niederschlesien) war ein deutscher Rittergutsbesitzer. Er saß im Reichstag (Norddeutscher Bund).

## Leben

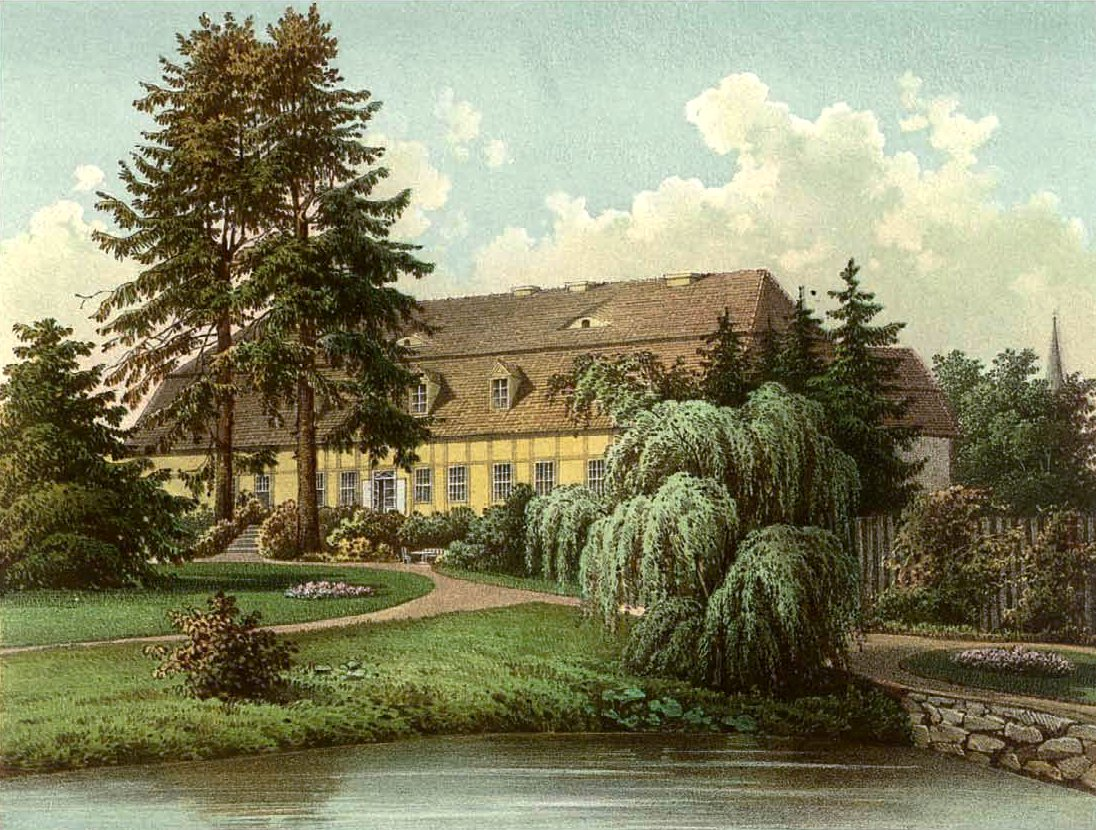
Gut Frehne um 1860, Sammlung Alexander Duncker

Grävenitz wurde im Kadettenkorps erzogen und schied als Hauptmann der Artillerie aus dem Gardekorps aus. Danach war er Rittergutsbesitzer auf Gut Ochelhermsdorf.
Von 1866 bis 1870 war er Mitglied des Preußischen Abgeordnetenhauses. Für die Konservative Partei vertrat er von 1867 bis zur Reichstagswahl 1871 den Wahlkreis Liegnitz 1 (Grünberg, Freystadt) im Reichstag des Norddeutschen Bundes und im Zollparlament.